# ブロディア (コンピュータゲーム)
『ブロディア』 (BLODIA) は、1990年2月23日に日本のハドソンから発売されたPCエンジン用パズルゲーム。北米では『Timeball』のタイトルで発売された。
全てのパイプにカメレオンボールを通過させることが目的。行き止まりになったり、次のパイプに続かなくなりカメレオンボールを落としてしまったらゲームオーバーとなる。1マスだけ存在するブラックピースを中心に上下左右にピースを動かすことが可能で、先を読んでカメレオンボールを誘導していくことが必要となる。またカメレオンボールはIIボタンを押すことにより加速するが、ポーズボタンを押さない限り停止させることはできない。
このゲームの元となっているのは、1988年にPC-88SR/PC-98/X1/X1Turboで発売され、翌1989年にはMSX2にも移植されたブローダーバンドジャパン（ブローダーバンドの日本法人）オリジナル作品である『ディアブロ』である。本ゲームはブローダーバンドジャパンよりライセンスを受ける形で開発された。
なお、タイトルは「ディアブロ」（Diablo）のアナグラムである。
PCエンジン版発売の同年にブローダーバンドからX68000、トンキンハウスからゲームボーイ用としても発売された。トンキンハウスからはファミコン用としてRPG要素を追加した「ブロディアランド」も発売された。

## ゲーム内容
START GAME
ゲームを始める。これを選択するとセレクトレベルの画面になり、1エリア4つで構成されたレベルの中から選択が可能。次のエリアは各エリアの最終レベルを攻略することによって選択可能となる。全100レベルで構成されており、初期の状態ではレベル15までが表示される。
SET STATUS
アルファベットと記号で最大6文字の名前を入力したり、カメレオンボールの進行スピードを4段階の中から選択可能。
MUSIC
ゲーム中に流れる音楽をラビリンス・オリビア・サイレント（音楽なし）の中から選択可能。
EDIT
プレイヤーがオリジナルレベルを作成することができるモード。PCエンジン外部バックアップユニットの天の声2やCD-ROM2（IFU-30）を接続している場合は、作成したレベルのセーブが可能。
PASSWORD
レベルクリア時に表示されるリザルト画面のパスワードを入力することで前回の続きから遊ぶことができる。前述の天の声2やCD-ROM2を接続している場合は、自動的にセーブされるためパスワード機能は必要なくなる。

## キャンペーン
販売促進の一環として賞品総額1000万円のブロディアWチャンスキャンペーンが実施された。
1990年1月 - 3月31日に行われた第1弾では、応募者は出題されたクイズの答えをハガキに書いて送付することにより、抽選で『NEC製テレビ』・『ガンヘッドスペシャルバージョン』・『ハドソンオリジナルテレホンカード』のいずれかが当選するという仕組みだった。
また、1990年1月 - 4月30日までの限定だが、ブロディアのレベル99をクリアしたときに表示されるパスワードをハガキに書いて送付することにより、先着300名に1990年春期当時に発売予定とされた『桃太郎活劇』があたり、全てのハガキの中から500名にハドソンオリジナルテレホンカードが当たるという、パスワードチャンスというキャンペーンも展開された。

## 移植版
| No. | タイトル         | 発売日        | 対応機種     | 開発元           | 発売元           | メディア                  | 型式    | 備考          |
| --- | ---------------- | ------------- | ------------ | ---------------- | ---------------- | ------------------------- | ------- | ------------- |
| 1   | ブロディア       | 1990年3月20日 | X68000       | ブローダーバンド | ブローダーバンド | 5インチフロッピーディスク | -       |               |
| 2   | ブロディア       | 1990年4月20日 | ゲームボーイ | トンキンハウス   | トンキンハウス   | 512キロビットロムカセット | DMG-BLA |               |
| 3   | ブロディアランド | 1990年8月11日 | ファミコン   | トンキンハウス   | トンキンハウス   | 2メガビットロムカセット   |         | RPG要素が追加 |

## 評価
PCエンジン版
ゲーム誌『ファミコン通信』の「クロスレビュー」では合計29点、『PC Engine FAN』の読者投票による「ゲーム通信簿」での評価は以下の通り、20.24点（満30点）となっている。また、この得点はPCエンジン全ソフトの中で322位（485本中、1993年時点）となっている。
| 項目 | キャラクタ | 音楽 | 操作性 | 熱中度 | お買得度 | オリジナリティ | 総合  |
| 得点 | 2.91       | 2.84 | 2.85   | 2.97   | 2.92     | 2.98           | 17.47 |

ゲームボーイ版
ゲーム誌『ファミコン通信』の「クロスレビュー」では合計25点、『ファミリーコンピュータMagazine』の読者投票による「ゲーム通信簿」での評価は以下の通り、14.97点（満30点）となっている。
| 項目 | キャラクタ | 音楽 | 操作性 | 熱中度 | お買得度 | オリジナリティ | 総合  |
| 得点 | 2.36       | 2.39 | 2.51   | 2.62   | 2.45     | 2.64           | 14.97 |

ファミコン版
ゲーム誌『ファミリーコンピュータMagazine』の読者投票による「ゲーム通信簿」での評価は以下の通り、16.1点（満30点）となっている。
| 項目 | キャラクタ | 音楽 | 操作性 | 熱中度 | お買得度 | オリジナリティ | 総合 |
| 得点 | 2.9        | 2.5  | 2.7    | 2.7    | 2.6      | 2.7            | 16.1 |